# Port lotniczy Bartow
Port lotniczy Bartow (IATA: BOW, ICAO: KBOW) – port lotniczy położony w pobliżu miejscowości Bartow, w stanie Floryda, w USA.